# Dave Wyndorf
Dave Wyndorf (28 d'octubre de 1956, Nova Jersey) és el vocalista, líder i fundador de la banda de Stoner rock Monster Magnet. El 1989, Dave Wyndorf va fundar la banda Monster Magnet i el 1991 llançà el seu primer àlbum musical anomenat Spine of God.